# Phymatopteris daweishanensis
Phymatopteris daweishanensis là một loài thực vật có mạch trong họ Polypodiaceae. Loài này được S.G. Lu mô tả khoa học đầu tiên năm 2000.